# Lithophane nasar
Lithophane nasar là một loài bướm đêm trong họ Noctuidae.